# Silvio Francesco
Silvio Francesco, de son vrai nom Silvio Francesco Valente (né le 13 juillet 1927 à Paris, mort le 20 août 2000 à Lugano) est un chanteur, clarinettiste et acteur italien, ayant fait sa carrière essentiellement en Allemagne.

## Biographie
Silvio Francesco vient d'une famille d'artistes. Sa mère Maria Valente (de) est une clown musicienne de renommée internationale, son père Giuseppe un grand accordéoniste. Il vit ainsi dans le monde du cirque et des variétés avec ses trois frères et sœurs. Enfant, il apprend plusieurs instruments de musique. Il est un bon guitariste et excellent clarinettiste. Sa jeune sœur est la star Caterina Valente avec qui il chante dans des duos tels que Club Manhattan, Club Honolulu, Club Argentina, Club Indonesia ou Club Italia. Leur plus grand succès est la chanson schlager Itsi bitsi petit bikini (Itsy Bitsy Teenie Weenie Yellow Polka Dot Bikini) en 1960. Lorsque Caterina passe de Polydor à Decca, il se met en duo avec Margot Eskens. Le frère et la sœur se retrouvent de nouveau peu de temps après.
Il choisit de prendre ses deux premiers prénoms pour se différencier de sa sœur et faire une carrière solo. Mais il se produit souvent avec elle dans des spectacles ou dans des films, notamment de Michael Pfleghar.
Il s'installe à Lugano où il tient un petit hôtel à côté de ses engagements.
Il apparaît pour la dernière fois au cinéma dans un film d'horreur parodique, My lovely Monster, et à la télévision sept ans plus tard dans la série Wilde Zeiten.
Il meurt d'un cancer en 2000 et est enterré dans l'enclave de Campione d'Italia, près du lac de Lugano.

## Discographie (sélection)
- Babatschi (1956)
- Eine ganze Nacht (Ma Fille) (1960)
- Lula lula leila (1960)
- Hello Mary Lou (1961)
- Catarina (1962)
- Bleib bei mir (1966)

avec Caterina Valente
- Steig in das Traumboot der Liebe (1955)
- Wie wär's (1955)
- Es geht besser, besser, besser (1955)
- O Billy Boy (1957)
- Die goldenen Spangen (1956)
- Ich wär so gern bei dir (1956)
- Ich lass dich nie mehr allein (1958)
- Roter Wein und Musik in Toskanien (1958)
- Quizas, quizas (1958)
- Es war in Portugal im Mai (1958)
- Itsy bitsy teenie weenie Honolulu-Strand-Bikini (1960)
- Die kleine Stadt will schlafen geh'n (1961)
- Quando – Quando (1962)
- The peppermint twist (1962)
- Popocatepetl-twist (1962)
- Madison in Mexico (1963)

## Filmographie (sélection)
- 1955: Liebe, Tanz und 1000 Schlager
- 1956: Bonjour Kathrin
- 1956: Küß mich noch einmal
- 1956: La Reine du music-hall
- 1957: Casino de Paris
- 1957: Un soir à la Scala (de)
- 1959: Du bist wunderbar
- 1960: Marina
- 1990: My lovely Monster